# Demetrio Lozano
Demetrio Lozano Jarque (Alcalá de Henares, 23 de setembro de 1975) é um handebolista profissional espanhol, campeão europeu.